# Церковь Благовещения в Голутвинской слободе
Церковь Благовещения в Голутвинской слободе (Церковь Иоакима и Анны на Якиманке, Якиманская церковь) — утраченный православный храм в Москве, известный с XV века и находившийся в начале улицы Якиманка (ранее территория Голутвинской слободы). Само название Якиманка получила по названию одного из приделов храма. Разрушен в 1969 году. В настоящее время на месте церкви находится газон.

## История
Впервые упомянута в 1493 году. В XVI веке дала своё имя улице Якиманке. В 1657 году упоминается как деревянная. Каменная церковь построена в 1684 году. Тёплая трапезная с 1701 года; с того же года — придел преподобного Сергия. В екатерининское время сооружена отдельно стоящая колокольня, выстроен новый алтарь. В 1791 году был выполнен новый иконостас по проекту Василия Баженова. В 1866 году устроен западный портал. Главный иконостас обновлён в 1848 году, придельные — в 1866.
При церкви находились церковно-приходская школа.
Закрыта в 1939 году. К 1965 году колокольня была сломана до 1-го яруса, храм обезглавлен. Внутри помещался кузнечный цех экспериментальных мастерских.
В 1966 году художник Павел Корин писал в статье в газете: «Не могу примириться, что в семишатровом храме Иоакима и Анны (XVII в.), на Большой Якиманке, сейчас кузнечно-прессовый цех».
В ночь с 3 на 4 ноября 1969 года храм взорвали при устройстве нового проезда с улицы Димитрова (Большой Якиманки) на Большую Полянку в рамках создания правительственной трассы «аэропорт Внуково — Кремль».
Икона святых праведных богоотец Иоакима и Анны из церкви перенесена в ближайшую действующую Церковь Иоанна Воина на Якиманке.

## Архитектура
Двухсветный бесстолпный пятиглавый четверик с трапезной (1700—1701) и отдельной барочной колокольней (вероятно, 1751).

## Престолы
- Благовещения Пресвятой Богородицы[9][4]
- Иоакима и Анны[9][10] (северный, древний)[4]
- Преп. Сергия Радонежского[9] (южный, 1701 год)[4]